# Ametrodiplosis maackiae
Ametrodiplosis maackiae är en tvåvingeart som beskrevs av Fedotova 2002. Ametrodiplosis maackiae ingår i släktet Ametrodiplosis och familjen gallmyggor. Inga underarter finns listade i Catalogue of Life.